# IC 1090
IC 1088 ist ein Stern im Sternbild Bärenhüter. Das Objekt wurde am 18. Juni 1887 von Guillaume Bigourdan entdeckt und wurde wahrscheinlich irrtümlich für eine Galaxie gehalten.